# Konotop (powiat choszczeński)
Konotop (niem. Friedenau) – wieś sołecka w Polsce położona w województwie zachodniopomorskim, w powiecie choszczeńskim, w gminie Drawno. W latach 1975–1998 miejscowość administracyjnie należała do województwa gorzowskiego. W roku 2007 wieś liczyła 162 mieszkańców.
Osada wchodząca w skład sołectwa: Międzybór.
Leśniczówka wchodząca w skład sołectwa: Bogdanka.

## Geografia
Wieś leży ok. 9 km na południowy wschód od Drawna, ok. 1,5 km na północ od rzeki Drawy.

## Zabytki
Do wojewódzkiego rejestru zabytków wpisany jest:
- zespół pałacowy, w skład którego wchodzą:
  - ruina barokowego pałacu, z II połowy XVIII wieku, przebudowanego ok. 1807. Przed ruiną dwa dęby zwane "bursztynowymi"[7].
  - park, z początku XIX wieku, XX wieku, w nim tuje i potężne świerki.